# Université du Monténégro
L'université du Monténégro (en monténégrin : Универзитет Црнe Горe ou Univerzitet Crne Gore) est une université publique implantée à Podgorica, au Monténégro. Elle a été fondée en 1974 et comprend, pour l'essentiel, 15 facultés et 4 instituts de recherche.

## Histoire
L'université du Monténégro a été fondée le 29 avril 1974. Cette année-là, 3 facultés (d'économie, de génie civil et de droit, à Titograd), 2 colleges (d'enseignement, à Nikšić et d'études maritimes, à Kotor) et 3 instituts de recherche indépendants (d'histoire, d'agriculture et de médecine, à Titograd) s'unissent autour d'un accord d'association pour former l'université de Titograd, ancien nom de la ville de Podgorica. Un an après sa fondation, elle devient l'université Veljko Vlahović et en 1992 seulement, prend le nom d'université du Monténégro.
Durant ses cinquante années d'existence, le développement de l'université s'est opéré en fonction des possibilités et des nécessités de l'époque.

## Organisation
L'organisation de l'université est semblable à la plupart des standards européens. Elle comprend facultés, instituts et organes administratifs installés à travers tout le pays. Le siège de l'université est situé dans la capitale, Podgorica.
L'université est composée des facultés suivantes, la plupart étant également situées dans la capitale monténégrine :
- Faculté d'économie
- Faculté de droit
- Faculté d'électrotechnique
- Faculté de métallurgie et de technologie
- Faculté de sciences politiques
- Faculté de génie civil
- Faculté de génie mécanique
- Faculté de sciences naturelles et de mathématiques
- Faculté de médecine
- Faculté de philosophie (à Nikšić)
- Faculté des beaux-arts (à Cetinje)
- Faculté de théâtre (à Cetinje)
- Académie de musique (à Cetinje)
- Faculté d'études maritimes (à Kotor)
- Faculté de tourisme et d'hôtellerie (à Kotor)
- Faculté de philologie (à Nikšić)
- Faculté de biotechnologie

Ce tour d'horizon des facultés de l'université montre un assez large éventail d'enseignements dispensés.
L'université comprend 4 instituts de recherche supplémentaires :
- Institut d'histoire
- Institut de biologie marine

La bibliothèque universitaire est un membre à part entière de l'institution, tout comme le centre d'information technologique et le centre d'études internationales.